# Titularbistum Vassinassa
Vassinassa war eine antike Stadt in der römischen Provinz Byzacena bzw. Africa proconsularis in der Sahelregion von Tunesien.
Vassinassa ist ein ehemaliges Bistum der römisch-katholischen Kirche und heute ein Titularbistum.
| Titularbischöfe von Vassinassa |                                    |                                                |                    |                   |
| Nr.                            | Name                               | Amt                                            | von                | bis               |
| 1                              | Charles Eugène Parent              | Weihbischof in Rimouski (Kanada)               | 25. Februar 1967   | 26. November 1970 |
| 2                              | Léon Eugène Émile François Dixneuf | Weihbischof in Rennes (Frankreich)             | 27. November 1972  | 27. Juni 1973     |
| 3                              | Robert Pierre Sarrabère            | Koadjutorbischof von Aire und Dax (Frankreich) | 7. November 1974   | 25. April 1978    |
| 4                              | Bogdan Józef Wojtuś                | Weihbischof in Gniezno (Polen)                 | 24. September 1988 | 19. Oktober 2020  |
| 5                              | Zbigniew Wołkowicz                 | Weihbischof in Łódź (Polen)                    | 25. September 2024 |                   |